# Siddur
Siddur (Hebraisk: סידור) er en jødisk bønnebog. Ordet "siddur" kommer af det hebraiske "seder", der betyder "orden". Således er enhver siddur præget af, at der er orden i rækkefølgen af bønner.
| Religion | Spire Denne religionsartikel er en spire som bør udbygges. Du er velkommen til at hjælpe Wikipedia ved at udvide den. |